# Edmund Serem
Edmund Serem, né le 27 novembre 2007, est un athlète kényan spécialiste du demi-fond. Il remporte la médaille d'argent du 3 000 mètres steeple aux Championnats d'Afrique d'athlétisme en 2024. 

## Biographie
Edmund Serem est le frère cadet de l'athlète kényan Amos Serem.

## Palmarès
| Date | Compétition                     | Lieu   | Résultat | Épreuve         | Marque        |
| ---- | ------------------------------- | ------ | -------- | --------------- | ------------- |
| 2023 | Championnats d'Afrique jeunesse | Ndola  | 1er      | 1 500 m steeple | 4 min 37 s 78 |
| 2024 | Championnats d'Afrique          | Douala | 2e       | 3 000 m steeple | 8 min 21 s 94 |